# Adolphe Engers
Adolphe Engers (Gulpen, 20 juni 1884 – Den Haag, 8 december 1945) was een Nederlandse acteur.
Engers, geboren als zoon van een politieagent, ging in Duitsland naar een handelsschool in Elberfeld, tegenwoordig een stadsdeel van Wuppertal. Daar volgde hij ook toneellessen bij Max Martersteig. Daarna keerde hij terug naar Nederland en werkte hij hier voor een verzekeringsmaatschappij.
Al snel vertrok hij naar Parijs, waar hij als edelfigurant aan het werk ging in theaters, vooral in de Comédie-Française. Ook verscheen hij voor het eerst in films. In 1912 ging hij weer terug naar Nederland en werkte hij van 1912 tot 1920 als toneelacteur. Daarnaast was hij als vertaler actief, vooral van het werk van Ferenc Molnár.
Vanaf 1920 speelde hij in Duitsland talrijke bijrollen in stomme films, maar hij stond ook op het toneel, onder meer in het Deutsches Künstlertheater in Berlijn. Na een Indische tournee keerde hij in 1929 terug naar Nederland. Daar concentreerde hij zich op zijn toneelwerk. Af en toe acteerde hij nog in enkele kleine filmrollen.
- Bibliothèque nationale de France: cb16907982w (data)
- Gemeinsame Normdatei: 11650367X
- Library of Congress Control Number: nb2002045906
- Nationale Bibliotheek van Israël: 987007315643305171
- Nederlandse Thesaurus van Auteursnamen: 071017046
- Virtual International Authority File: 285247472
- WorldCat: E39PBJbGQyyhJmMJmhR8fWYQMP